# Michael Sanderling
Pour les articles homonymes, voir Sanderling.
Michael Sanderling (né le 21 février 1967 à Berlin) est un chef d'orchestre et violoncelliste allemand.

## Biographie
Michael Sanderling, fils de la contrebassiste Barbara Sanderling et du chef d'orchestre Kurt Sanderling, a reçu ses premières leçons de violoncelle à l'âge de cinq ans à Berlin. À l'âge de onze ans, il est devenu élève de Matthias Pfaender à la Spezialschule für Musik Berlin. À l'âge de dix-sept ans, Sanderling a été reçu à la Hochschule für Musik "Hanns Eisler" et a étudié avec Josef Schwab. Il a pris des leçons avec William Pleeth (en), Yo-Yo Ma, Gary Hoffmann (en) et Lynn Harrell. En 1987, il a remporté un 1er prix au Concours international de musique Maria Canals. La même année, après ses débuts en tant que soliste, il a été engagé en tant que violoncelle solo de l'Orchestre du Gewandhaus de Leipzig de Kurt Masur où il est resté jusqu'en 1992. De 1994 à 2006, il était invité comme soliste par le Rundfunk-Sinfonieorchester Berlin (Berlin-Est). De 1994 à 1998, il était professeur à la Hochschule für Musik "Hanns Eisler". En 1998, il a commencé à enseigner à l'Université de musique et des arts de la scène de Francfort. Entre 2000 et 2003, il a également été professeur à la Hochschule der Künste Bern.
Sanderling vit avec sa femme à Berlin.

## Carrière artistique en tant que violoncelliste
La liste des orchestres qui ont invité Sanderling comme soliste comprend l'Orchestre symphonique de la Radiodiffusion bavaroise, le Deutsches Symphonie-Orchester Berlin, le Rundfunk-Sinfonieorchester Berlin, l'Orchestre de Paris, l'Orchestre de la Tonhalle de Zurich, l'Orchestre symphonique de Vienne, l'Orchestre philharmonique de Los Angeles et l'Orchestre symphonique de Boston. Parmi ses partenaires de musique de chambre, on trouve Elisabeth Leonskaïa, Julia Fischer, Martin Helmchen et Veronika Eberle (en). Il a été membre de l'Ex Aequo Trio de 1988 à 1996. Michael Sanderling a terminé sa carrière en tant que soliste de violoncelle en 2010. Il consacre désormais son temps à l'enseignement et à sa carrière de chef.

## Carrière artistique comme chef d'orchestre
Michael Sanderling a fait ses débuts comme chef d'orchestre en dirigeant le Kammerorchester de Berlin lors d'un concert le 25 novembre 2000, à la Philharmonie de Berlin. Depuis, il a graduellement accepté des engagements comme chef. En 2003, il est devenu chef d'orchestre principal de la Deutsche Streicherphilharmonie avec qui il a joué dans les salles de concert de renom de l'Allemagne, à la Dresdner Musikfestspielen, le Festspielen Mecklenburg-Vorpommern, au Monténégro, en Norvège, Chine et Malaisie ainsi comme au Young Euro Classic à Berlin. De 2006 à 2010, Sanderling a été chef principal et directeur artistique de la Kammerakademie Potsdam. Pendant ce temps, il a dirigé l'opéra La Chute de la maison Usher de Philip Glass. Il a conduit une tournée en Allemagne en 2007 avec Julia Fischer et Daniel Müller-Schott. Il a réalisé des spectacles au Rheingau Musik Festival et fait une tournée en Espagne en 2009. En 2009, Sony a sorti un CD d'œuvres pour petit orchestre de Dmitri Chostakovitch enregistrées avec le Kammerakademie Potsdam sous la baguette de Michael Sanderling.
En 2010, l'Orchestre philharmonique de Dresde a choisi Michael Sanderling comme leur chef principal. Il a pris ses fonctions prenant la succession de Rafael Frühbeck de Burgos à partir de la saison 2011/2012. En 2011, il a dirigé la nouvelle production de l'opéra de Prokofiev "Guerre et Paix" à l'Opéra de Cologne. En 2012, son contrat comme chef principal de l'Orchestre philharmonique de Dresde a été prolongée jusqu'à et y compris la saison 2018/19.
Michael Sanderling est un invité régulier de divers orchestres de renom, parmi lesquels l'Orchestre du Gewandhaus de Leipzig, l'Orchestre de la Tonhalle de Zurich, l'Orchestre philharmonique de Munich, le Konzerthausorchester Berlin, l'Orchestre Symphonique NHK de Tokyo, l'Orchestre symphonique de la radio de Stuttgart et l'Orchestre symphonique de la WDR de Cologne.

## Source de la traduction
- (en) Cet article est partiellement ou en totalité issu de l’article de Wikipédia en anglais intitulé « Michael Sanderling » (voir la liste des auteurs).